# Trichocerca stylata
Trichocerca stylata är en hjuldjursart som först beskrevs av Gosse 1851.  Trichocerca stylata ingår i släktet Trichocerca och familjen Trichocercidae. Inga underarter finns listade i Catalogue of Life.